# Cruz de Honor de Schwarzburgo
La Cruz de Honor de Schwarzburgo o Cruz de Honor Principesca Schwarzburguesa era la orden dinástica de los principados de Schwarzburgo-Rudolstadt y Schwarzburgo-Sondershausen. Fue creada el 20 de mayo de 1853 por el príncipe Federico Gunter de Schwarzburgo-Rudolstadt. El 28 de junio de 1857 se realizó la ceremonia de concesión conjunta con la presencia del príncipe de la Casa de Schwarzburgo-Sondershausen. 

## Clases

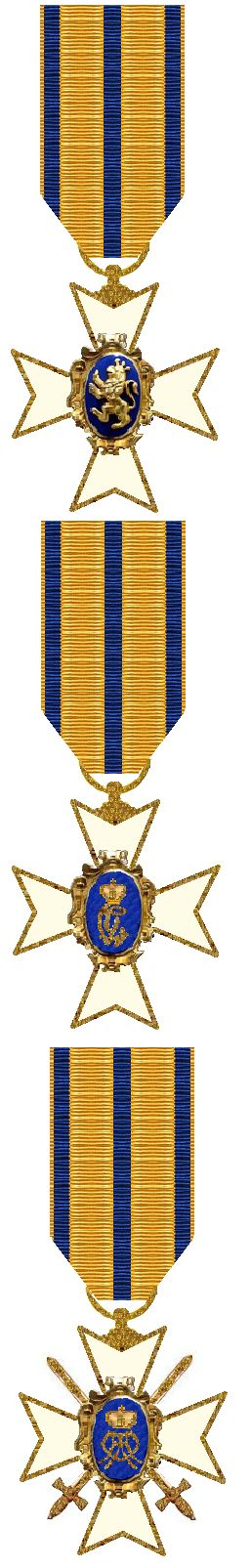
Cruz de Honor de II Clase

Originalmente la Orden estuvo dividida en tres clases En 1873 se agregó una IV Clase. Además, fue sumada una medalla al mérito dividida en dos grados.
- I Clase.
- II Clase
- III Clase
- IV Clase
- Medallas de honor en Oro y en Plata

## Descripción de la Insignia
La venera de la Orden consiste en una cruz de ocho puntas, esmaltada de blanco con bordes dorados. En cuyo centro hay un medallón ovalado esmaltado de azul oscuro en el que se puede ver el león dorado schwarzburgués, coronado y rampante. Este medallón está rodeado de ornamentos dorados. En el reverso, esmaltado sobre fondo azul oscuro se encuentran las iniciales doradas y entrelazadas del príncipe titular de cada rama de la familia, F G (por Federico Gunter) en el caso de Schwarzburgo-Rudolstadt y G F C (por Gunter Federico Carlos) para las de Schwarzburgo-Sondershausen.
Las cruces de la III y IV Clases están hechas de plata, y sólo en la III Clase, el medallón es esmaltado. La IV Clase no utiliza esmalte, y los ornamentos se encuentran sin dorar.
La medalla por Méritos en la Guerra está cruzada con espadas que sobresalen entre los ángulos que forman los brazos de la cruz.
En el centro de la medalla se muestra el león schwarzburgués rodeado de la inscripción "Para la FIDELIDAD Y el MÉRITO" enchapada en oro. Debajo del León, atándose en su centro, hay dos ramas de roble. En el reverso las iniciales del jefe de la línea respectiva de la Casa de Schwarzburgo tal cual fue descripto con anterioridad.

## Forma de ser lucida
La I clase se llevaba colgada al cuello. Todas las demás, así como la Medalla al Mérito fueron lucidas colgando en la parte izquierda del pecho, de una cinta amarilla con tres rayas verticales, una central y dos laterales, de color azul cielo.